# Ottmar Walter
Ottmar Kurt Herrmann Walter (* 6. März 1924 in Kaiserslautern; † 16. Juni 2013 ebenda) war ein deutscher Fußballspieler. Er spielte in den 1950er Jahren für den 1. FC Kaiserslautern und die deutsche Fußballnationalmannschaft. Mit seinem Verein wurde er 1951 und 1953 Deutscher Meister und mit der Nationalmannschaft gewann er 1954 die Fußball-Weltmeisterschaft. Er war ein Bruder von Fritz Walter.

## Laufbahn

### Verein, bis 1945
Ottmar Walter, der Drittgeborene von insgesamt fünf Geschwistern einer Kaiserslauterer Gastwirtsfamilie kam mit acht Jahren zur Schülermannschaft des 1. FC Kaiserslautern. Die ersten Schritte im Fußball unternahm er zuvor im Straßenfußball („Kanälchers“). Ab der Saison 1941/42 gehörte der gelernte Autoschlosser der Ligamannschaft der „Roten Teufel“ in der Gauliga Westmark an. Zum Meisterschaftsgewinn 1942 steuerte er an der Seite von Bruder Fritz (40 Tore), Werner Baßler (21 Tore), Ernst Liebrich und Werner Kohlmeyer 15 Tore bei. Im Mai 1942 sammelte er mit seinen Mannschaftskameraden die ersten Erfahrungen in der Endrunde um die deutsche Fußballmeisterschaft. Beim 7:1-Erfolg gegen den SV Waldhof Mannheim stürmte er auf Linksaußen und erzielte zwei Tore. Vierzehn Tage später, am 24. Mai, erfuhr die „Walter-Elf“ die spielerische Überlegenheit der „Knappen-Elf“ des FC Schalke 04. Mit 9:3 Toren fertigten die „Königsblauen“ um Ernst Kuzorra und Fritz Szepan die Elf aus der Pfalz ab. Schalke gewann am 5. Juli mit einem 2:0-Sieg gegen First Vienna FC 1894 Wien die sechste deutsche Meisterschaft.
Als Freiwilliger war Ottmar Walter von Juli 1942 bis zur Kapitulation 1945 Angehöriger der Kriegsmarine. Stationiert war er im niederländischen Breda und in Den Helder, in Kiel-Wik zu einem Lehrgang, in Cuxhaven und Brest. Er geriet am 17. September 1944 in Kriegsgefangenschaft, aus der er am 2. Oktober 1946 entlassen wurde.
Als Kriegsgastspieler spielte er bei Holstein Kiel und dem Cuxhavener SV. Der Offensivspieler aus der Pfalz stürmte erstmals für die Kieler „Störche“ am 28. März 1943 bei einem 10:1-Freundschaftsspielerfolg über den FC St. Pauli. In der Endrunde der deutschen Meisterschaft 1943 belegte er mit Kiel durch einen 4:1-Sieg gegen Vienna Wien (Karl Decker, Rudolf Noack) den dritten Platz. In der Zwischenrunde ragte am 30. Mai der 4:1-Erfolg gegen Titelverteidiger Schalke 04 heraus. Im Halbfinale (13. Juni) verhinderte der spätere Deutsche Meister Dresdner SC durch einen 3:1-Erfolg in Hannover den Einzug der „Störche“ in das Endspiel. Zwei Monate später, am 15. August 1943, verstärkte Walter den Cuxhavener SV im Pokalspiel gegen den späteren Sieger LSV Hamburg und erzielte beim 1:3 den Gegentreffer.
Aufgrund der gezeigten Leistungen bei Holstein Kiel, in sechs Spielen schoss er drei Tore in der Endrunde, lud ihn Reichstrainer Sepp Herberger zu einem Nationalmannschafts-Lehrgang ein, zu dem es aber nicht mehr kam; während eines Gefechts am Ärmelkanal im Zweiten Weltkrieg verletzte er sich durch drei Granatsplitter am rechten Knie, weshalb ihm Ärzte Sportinvalidität diagnostizierten, was sich später als falsch erwies. Die nächste Zeit verbrachte Walter in englischer und amerikanischer Gefangenschaft. Anfang 1944 hatte er noch im Gau Osthannover bei der „ausnahmslos aus Gastspielern sich zusammensetzenden Mannschaft des Cuxhavener SV“ gespielt.

### Oberliga Südwest, 1946 bis 1958/59
Nach seiner Entlassung am 2. Oktober 1946 aus der Kriegsgefangenschaft kehrte er nach Kaiserslautern zurück. Schon in der – später abgebrochenen – Herbstserie 1946 lief er in fünf Oberligaspielen auf und erzielte ebenso viele Tore. Im Januar 1947 folgte ein Neustart der zweiten Saison in der französischen Zone, nunmehr in einer Nord- und einer Südgruppe – unterschiedlich als 1. Liga Südwestdeutschland, auch Ehrenliga oder Oberliga bezeichnet – mit jeweils acht Vereinen. Mit 23:5 Punkten und 75:15 Toren gewann der FCK die Meisterschaft 1946/47 in der Nordgruppe und setzte sich auch im Juni 1947 überlegen in den zwei Finalspielen um die Zonenmeisterschaft gegen den Südmeister VfL Konstanz (8:1, 8:4) durch. Die Torschützenliste in der Nordgruppe führten die Walter-Brüder mit 24 Toren (Fritz) und Ottmar mit 22 Toren an. Die Lauterer erfreuten sich der inoffiziellen Trainerschaft des ehemaligen Reichstrainers Sepp Herberger. Als 1947/48 erstmals nach dem Ende des Zweiten Weltkriegs eine Saison in Form einer Herbst- und Frühjahrsrunde vom 28. September 1947 bis 12. September 1948 mit 14 Vereinen im Südwesten ausgespielt wurde, zeichnete sich Ottmar Walter bei der erneuten Meisterschaft des FCK mit 51 Toren aus. In 13 Heimspielen erreichten die Schützlinge von Spielertrainer Fritz Walter eine Bilanz von 26:0 Punkten und 96:10 Toren. In der ersten Endrunde um die deutsche Meisterschaft nach dem Zweiten Weltkrieg zog die Elf vom „Betzenberg“ in das Finale ein. Das Endspiel verlor die „Walter-Elf“ am 9. August 1948 in Köln gegen den 1. FC Nürnberg mit 1:2 Toren. Ottmar erzielte in drei Spielen in der Endrunde drei Tore. Seinen letzten von insgesamt 36 Endrundeneinsätzen mit 29 Toren für den FCK, absolvierte der einsatzfreudige, lauf- und kopfballstarke Mittelstürmer am 19. April 1958 in Frankfurt, beim 3:3-Remis nach Verlängerung gegen den 1. FC Köln.
Höhepunkte seiner Vereinskarriere beim FCK waren der Gewinn der zwei deutschen Meisterschaften 1951 und 1953. Zum 2:1-Finalerfolg am 30. Juni 1951 in Berlin gegen Preußen Münster steuerte er beide Treffer bei. Mit 295 Toren in 275 Spielen ist er nicht nur der Rekordtorschütze der Oberliga Südwest, sondern auch der gesamtdeutschen Oberligageschichte. In 42 Endrundenspielen um die deutsche Meisterschaft erzielte er für Kaiserslautern und Kiel 32 Tore. Die Bilanz aller Pflichtspiele für den FCK wird von Vereinsseite mit 321 Pflichtspielen und 336 Toren angegeben, wobei sich die genaue Anzahl nur noch schwer rekonstruieren lässt. Mit dem Spiel am 19. April 1959 bei Borussia Neunkirchen verabschiedete sich Ottmar Walter nach 18 Jahren – erste Saison 1941/42 – aus der Ligamannschaft des 1. FC Kaiserslautern.
Beim Abschiedsspiel von Bruder Fritz, am 21. Juni 1959 gegen Racing Club Paris (4:2), schnürte er nochmals seine Kickstiefel.

### Nationalmannschaft, 1950 bis 1956

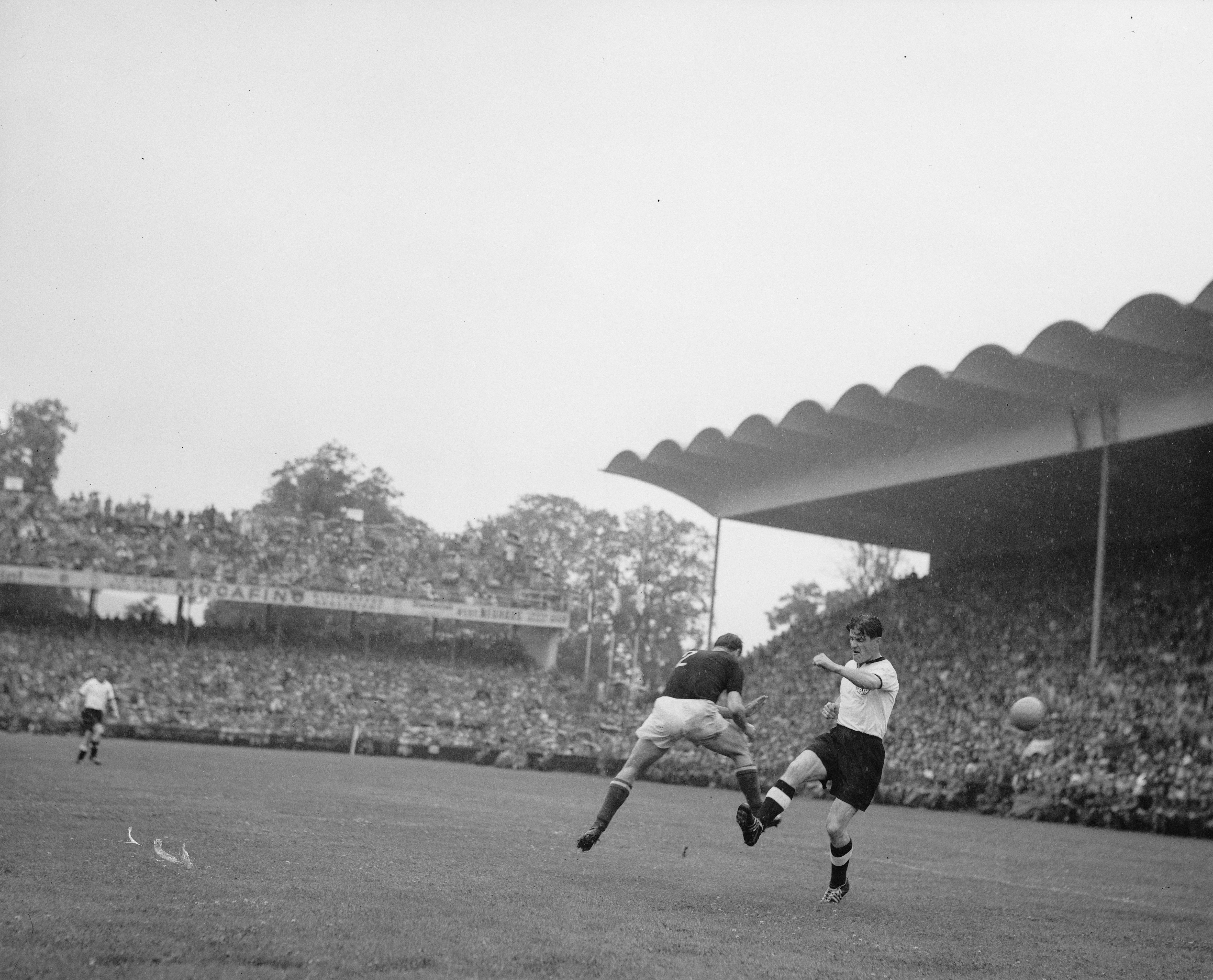
Ottmar Walter im WM-Finale 1954

Walter trug zwischen 1950 und 1956 21-mal das Trikot des DFB und erzielte dabei zehn Tore. Er gehörte dem ersten Nachkriegslehrgang der Nationalmannschaftskandidaten vom 14. bis 19. November 1949 in Duisburg unter Sepp Herberger an. Am 11. November 1950 war er Mittelstürmer der Auswahl von Südwestdeutschland im Repräsentativspiel in Ludwigshafen gegen Süddeutschland. Elf Tage später, am 22. November, stand er im Angriff der Herberger-Elf, die in Stuttgart vor 115.000 Zuschauern gegen die Schweiz, auf den Tag genau acht Jahre nach dem letzten Kriegsländerspiel, wieder auf die internationale Bühne zurückkehren durfte. Gemeinsam mit Bernhard Klodt, Max Morlock, Fritz Balogh (er spielte für den verletzten Bruder Fritz) und Richard Herrmann bildete der Lauterer Mittelstürmer die Offensive im damals praktizierten WM-System. Die deutsche Mannschaft gewann das Spiel mit 1:0 Toren.
Der Höhepunkt seiner Karriere war der Gewinn der Fußball-Weltmeisterschaft 1954 mit der deutschen Elf im Finale am 4. Juli in Bern gegen Ungarn, das 3:2 für Deutschland endete. Ottmar Walter hatte in der Qualifikation zu der WM einmal und während der WM viermal getroffen. Sein Auftreten und Behaupten gegen die internationalen Könner in Reihen des Viertelfinalgegners Jugoslawien (Zlatko Čajkovski, Ivica Horvat, Vujadin Boškov), des Halbfinalgegners Österreich (Ernst Happel, Gerhard Hanappi, Karl Koller, Ernst Ocwirk, Walter Schleger) und im Endspiel gegen die von Stopper Gyula Lóránt angeführte Defensive der „Goldenen Elf“ waren sein nicht zu unterschätzender Anteil am „Wunder von Bern“. In der AGON WM-Geschichte Band 5, Fußballweltmeisterschaft 1954 Schweiz, halten die Autoren fest: „Das (vor allem bei Eckbällen) nahezu blinde Verständnis mit seinem Bruder Fritz ließ den kopfballstarken Ottmar in jedem Spiel zu einem Gefahrenherd für die gegnerische Abwehr werden. […] Im Halbfinale gegen Österreich war er einer der Besten, im Finale spielte er eher unauffällig, sorgte aber immer wieder für Unruhe in der ungarischen Deckung. Für seine Gegenspieler war er während des gesamten Turniers ein Phantom, dem sie vergeblich nachjagten – keiner konnte Ottmar ausschalten.“
Mit dem Länderspiel am 26. Mai 1956 in Berlin gegen England (1:3) verabschiedete sich Ottmar Walter nach 21 Berufungen aus der A-Nationalmannschaft. Sein tatsächlich letztes Spiel für eine DFB-Auswahl absolvierte er am 21. November 1956 in Zürich in Reihen der B-Nationalmannschaft gegen die Schweiz. Beim 2:1-Erfolg erzielte er einen Treffer.

## Nach der Karriere
Nach mehreren Knie-Operationen beendete er 1959 seine Karriere als Fußballspieler. In der Nachkriegszeit arbeitete Walter als Kurierfahrer für das Ernährungsamt. Ab dem 8. Dezember 1953 betrieb er eine Großtankstelle, die er 1970 nach Vertragsende übergeben musste. In dieser Zeit verübte er einen Selbstmordversuch, über den er später sagte: „Das war eine Kurzschlusshandlung, die mir im Nachhinein unverständlich ist.“ Bis zu seiner Pensionierung 1984 arbeitete er bei der Stadt Kaiserslautern. 1986 erhielt er ein künstliches Kniegelenk. Nach dem Tod von Bruder Fritz wurde er vermehrt in Repräsentationsaufgaben – diverse Festakte ein halbes Jahrhundert nach dem Gewinn der Weltmeisterschaft 1954; Öffentlichkeitsarbeit für Sönke Wortmanns Film Das Wunder von Bern; Große WM-Ausstellung im Historischen Museum der Pfalz in Speyer; Kleinere Schau im Lauterer Kulturzentrum Kammgarn – durch den DFB eingebunden.
Anlässlich seines 80. Geburtstags wurde ihm das Große Bundesverdienstkreuz und vom DFB der Ehrenschild verliehen. Das Eingangstor zur Nordtribüne im Fritz-Walter-Stadion, das nach seinem Bruder Fritz benannt ist, wurde – ebenfalls anlässlich seines 80. Geburtstages – in Ottmar-Walter-Tor umbenannt. 2005 erhielt ein Regionaltriebzug der Deutschen Bahn seinen Namen.
Aufgrund einer Alzheimer-Erkrankung lebte Ottmar Walter zuletzt in einem Alten- und Pflegeheim in Kaiserslautern. Ottmar Walter starb im Alter von 89 Jahren und wurde, wie sein Bruder Fritz, auf dem Kaiserslauterer Hauptfriedhof beerdigt. Walter war seit 1948 verheiratet. Er hinterließ seine Ehefrau, einen Sohn und zwei Enkeltöchter.

## Zeit des Nationalsozialismus
In seiner Studie über den westpfälzischen Traditionsverein in der Zeit des Nationalsozialismus hält Markwart Herzog fest: „Hinsichtlich der Fußballspieler ist ein bemerkenswertes Resultat dieser Untersuchung, dass die für die Geschichte des 1. FCK so ungemein wichtigen Brüder Walter sich als vollkommen unpolitische Sportler gezeigt haben, die keine Parteimitglieder waren und sich nie durch öffentliche Äußerungen für die NS-Propaganda exponiert haben.“